# Fly Tour
De Fly Tour is een Nederlandse middelgrote open zeilboot met aangehangen bulbkiel en doorgestoken roer. Afmetingen: lengte 6,40 m, breedte 2,10 m en diepgang 0,90 m. Gewicht zeilklaar (houten uitvoering) 400 kg, waarvan 150 kg ballast (in de kiel). Qua rompontwerp lijkt een Fly Tour erg op een Vrijheid. De Fly Tour is echter groter en heeft een doorgestoken roer dit in tegenstelling tot een Vrijheid. Bouwwijze is semi-rondspant, dus met een tamelijk vlak onderwaterschip. Oorspronkelijk werden romp en dek van de boot gebouwd van hechthout (watervast verlijmd multiplex), en vanaf midden jaren 60 werd de boot ook gebouwd met een polyester romp en een dek van (naar keuze) polyester of mahonie hechthout. De boot is al een aantal jaren nog uitsluitend met polyester romp leverbaar; er bestaan waarschijnlijk nog maar enkele Fly Tours met hechthouten romp. De boot is al ca. vijftig jaar populair bij zeilscholen en verhuurbedrijven, en wordt daar nog steeds vaak naast de Zestienkwadraat en de Valk gebruikt. Velen hebben in een Fly Tour leren zeilen, maar vaak zonder dat te weten. Omdat de Fly Tour geen erkende klasse is, werd namelijk veelal geen zeilteken gevoerd (ofschoon de Fly Tour wel degelijk een zeilteken heeft). Men nam dan vaak domweg aan in een Zestienkwadraat met polyester romp te zeilen, terwijl men in werkelijkheid in een gaffelgetuigde Fly Tour zeilde.

## Eigenschappen
Het bijzondere van de Fly Tour is dat deze van begin af aan in twee tuigages leverbaar is geweest: ofwel sloepgetuigd met gaffeltuig, ofwel sloepgetuigd met toptuig. Het grootzeil meet 12 m² en de fok 4 m². De boot wordt tegenwoordig echter standaard met een genua (7 m²) i.p.v. een fok geleverd. De topgetuigde uitvoering heeft weinig trimmogelijkheden, de gaffelgetuigde iets meer. Anders dan bij de Zestienkwadraat en de Valk, is de gaffel van de Fly Tour enigszins gebogen, wat de boot een klassieke uitstraling geeft. De nieuwere Fly Tours hebben vaak een aluminium mast (en gaffel). De Fly Tour met polyester dek is soms met zelflozers uitgerust. De boot is stabiel en - zoals voor de meeste kielboten geldt - moeilijk kenterbaar. Met de gewone fok kan goed worden gelaveerd in nauw vaarwater.
De boot is bestemd voor recreatief gebruik en heeft een royale en diepe kuip (lengte 2,50 m), die groot genoeg is om er met vier à vijf volwassenen een hele dag in te varen, of om er met twee volwassenen onder een kuiptent in te slapen.
Een voordeel is dat de boot weinig buist en dat de mast eenvoudig is te strijken (de doorvaarthoogte van de topgetuigde uitvoering bedraagt bijna 8,50 m). Door de tamelijk geringe diepgang is de boot zeer geschikt voor binnenwater, en door zijn relatief hoge vrijboord en scherpe boeg is de boot ook geschikt voor de grote rivieren en de randmeren van Nederland. Evenals de Zestienkwadraat en de gewone Valk is de Fly Tour niet geschikt voor het IJsselmeer. Desondanks bevaren sommigen toch al jarenlang met hun Fly Tour het IJsselmeer.
Qua snelheid is de Fly Tour vergelijkbaar met een Valk, en qua gedrag en bedieningsgemak met een Zestienkwadraat: een beetje ervaren zeiler kan de Fly Tour in zijn eentje varen. Net als de Zestienkwadraat kan de Fly Tour - dankzij zijn vlakke onderwaterschip - bij hogere windsnelheden bij een ruimewindse koers planeren. Uiterlijk lijkt een gaffelgetuigde Fly Tour erg veel op een Zestienkwadraat. Net als bij een Valk is het in principe mogelijk de Fly Tour uit te rusten met rolfok, spinnaker en trapeze. Dat zal wel tot een wijziging van de SW leiden.

## Geschiedenis
De Fly Tour is rond 1960 ontworpen door de (destijds 27-jarige) Haarlemse wedstrijdzeiler en scheepsbouwkundige G.J.M. (Gert) Luyten, die ook de Schakel (1961) ontwierp, en de kajuitjachten Contest 25 (1959) en Contest 29 (1964), gebouwd door Contest Yachts te Medemblik. Hij wilde een open kielboot ontwerpen, die wendbaar genoeg was om ook in een smalle vaart te kunnen opkruisen, even snel was als een Valk en even ruim als een Zestienkwadraat, maar die minder hard met het voorschip op de golven sloeg en minder buisde dan een Zestienkwadraat. De romp van de Fly Tour is daarom wat ronder dan die van een Zestienkwadraat, en de boeg is hoger en scherper. Verder moest de boot goedkoop zijn. Dat laatste werd bereikt door, net als bij de Valk, voor de romp geen houten latten te gebruiken, maar hechthout, dat uitstekend bleek te voldoen.

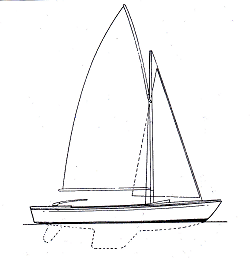
Fly Tour met gaffeltuig

De Fly Tour werd in de loop der tijd gebouwd door verschillende jachtwerven, die ook zelfbouwpakketten leverden. De eerste drie exemplaren, waarvan een met toptuig en twee met gaffeltuig, zijn gebouwd door jachtwerf Visser te Loosdrecht, die ook de mallen voor de romp fabriceerde. Zowel toptuig als gaffeltuig beviel de kopers uitstekend, zodat beide uitvoeringen altijd naast elkaar leverbaar zijn gebleven. Er zijn echter veel meer Fly Tours met gaffel- dan met toptuig. De prijs van toen bedroeg Hfl. 3.000,-- tot Hfl. 3.500,-- (€ 1.360,-- tot € 1.590,--). De kale romp was te koop voor Hfl. 1.000,-- (€ 455,--). Later werd de boot gebouwd door jachtwerf The Flying Dutchman, eveneens te Loosdrecht.
In zijn meer dan vijftigjarige bestaan moeten er van dit boottype enkele duizenden exemplaren zijn gebouwd, zowel door professionele botenbouwers als door particulieren. Op de romp van de Fly Tour zijn ook verschillende uitvoeringen als kajuitjachtje gebaseerd. De Fly Tour wordt ook nu nog - zowel met gaffeltuig als toptuig - gebouwd, door Jachtwerf Möllers te Buitenkaag, waar men deze boot ook kan huren.
Luyten had zijn boot aanvankelijk 'Randmeerjacht' willen noemen, maar omdat hij ook de buitenlandse markt (en dan met name de grotere meren in Zwitserland) voor ogen had, vond hij 'Fly Tour' bij nader inzien beter klinken.
Officiële erkenning van de Fly Tour door het Watersportverbond als nationale eenheidsklasse of als wedstrijdklasse is nooit aangevraagd, maar de boot is dan ook niet als wedstrijdboot ontworpen, maar als gemakkelijke doch sportieve, snelle en wendbare toerboot, met als belangrijkste doelgroepen studenten en jonge gezinnen. In mei 2011 werd echter wel de Friese 'Brio Zeilmarathon' gewonnen met een houten Fly Tour, in een veld van 150 boten, voornamelijk polyvalken.